# Cherlen (Fluss)
| Mongolische Bezeichnung            | Mongolische Bezeichnung |
| ---------------------------------- | ----------------------- |
| Mongolische Schrift:               | ᠺᠡᠷᠦᠯᠡᠨ ᠭᠣᠣᠯ            |
| Transliteration:                   | kerülen ɣool            |
| Offizielle Transkription der VRCh: | Herlen gol              |
| Kyrillische Schrift:               | Хэрлэн гол              |
| ISO-Transliteration:               | Xèrlèn gol              |
| Transkription:                     | Cherlen gol             |
| Andere Schreibweisen:              | Kerulen                 |
| Chinesische Bezeichnung            |                         |
| Vereinfacht:                       | 克鲁伦河                |
| Pinyin:                            | Kèlǔlún Hé              |

Der Cherlen (alter Name: Kerulen, mongolisch Хэрлэн гол) ist ein 1264 Kilometer langer Binnenfluss in der Mongolei und im nördlichen China (Ostasien). Innerhalb der Mongolei hat der Cherlen eine Länge von 1090 km, sodass er nach dem Orchon der zweitlängste Fluss der Mongolei ist.
Nach Durchqueren der mongolischen Gulti-Steppe und der Randgebiete einiger großer Salzpfannen endet er im See Hulun Nur, der aber in niederschlagsreichen Jahren einen Abfluss zum Stromsystem des Argun und Amur hat.

## Flusslauf
Der Fluss entspringt etwa 180 Kilometer nordöstlich von Ulaanbaatar am Südhang des mongolischen Chentii-Gebirges (Kentei), an der Flanke des heiligen Berges Burchan Chaldun. Nach etwa 200 km ändert er seinen Lauf nach Osten, durchfließt weitläufige Steppengebiete der östlichen Mongolei und passiert hier die Städte Öndörchaan und Tschoibalsan.
Nach einer deutlichen Wende Richtung Norden und einer scharfen Wende zurück nach Süden quert er etwa bei Stromkilometer 1090 die Grenze nach Nordost-China, in die Innere Mongolei. Dort fließt er noch etwa 164 Kilometer weiter nach Osten und mündet in den Steppensee Hulun Nur nahe der russischen Grenze zu Ostsibirien.
Etwa 45 Kilometer weiter nördlich vom Quellgebiet des Cherlen entspringt der Onon. Dieser verläuft zunächst parallel zum Cherlen, fließt aber dann über Ostsibirien ins Stromgebiet des Amur.

## Cherlen-Argun-Amur
In niederschlagsreichen Jahren kommt es vor, dass der Hulun Nur, der normalerweise abflusslos ist, an seinem Nordufer überläuft, um nach etwa 30 Kilometer in den Argun zu münden. Dadurch bekommt der Cherlen eine Verbindung zum Argun, der ab dort in seinem Unterlauf auf 944 Kilometer Länge die chinesisch-russische Grenze und anschließend den Amur bildet, so dass dann der 5052 Kilometer lange Flusslauf Cherlen-Argun-Amur entsteht.